# Cipi Livni
Cipi (Tzipi) Livni (hebrejsko ציפורה מלכה "ציפי" לבני‎), izraelska političarka, * 5. julij 1958.
Od leta 2006 je ministrica za zunanje zadeve republike Izrael. 17. septembra 2008 je bila izglasovana za predsednico največje izraelske parlamentarne stranke Kadime. Po neuspešnih koalicijskih pogajanjih med strankami je razpisala nove volitve, ki so se zgodile 10. februarja 2009. 

## Biografija
Livnijeva je bila rojena v Tel Avivu, poljskima Judoma. Oče je bil politični aktivist in pripadnik cionističnega gibanja. Kot poročnica je služila v obrambnih silah in Inštitutu za obveščevalne in specialne naloge Izraela. Leta 1983 se je poročila in kasneje diplomirala iz prava. Živi v Tel Avivu, ima dva otroka in je vegeterijanka od 12 leta starosti. Poleg materne hebrejščine tekoče govori angleščino in francoščino.